# Перше Травня (Новопокровский поселковый совет)
Перше Травня (укр. Перше Травня) — село, Новопокровский поселковый совет, Солонянский район, Днепропетровская область, Украинская ССР.
Село ликвидировано в 1987 году.
Село находилось на левом берегу реки Камышеватая Сура, выше по течению на расстоянии в 4 км расположено село Павловка, ниже по течению на расстоянии в 3 км расположено село Письмечево, на противоположном берегу — пгт Новопокровка.